# チッチと子
『チッチと子』（チッチとこ）は、石田衣良の小説で、毎日新聞社から出版された。
2011年度日本語桜メダル推薦図書の一冊として選ばれた。2012年12月に新潮社の文庫化として発売された。